# Karl Heimann (Jurist)
Karl Heimann (auch Karl Maria Heimann und Karl Friedrich Philipp Joseph Heimann; * 15. Juli 1879 in Köln; † Mai 1945 in Berlin) war ein deutscher Versicherungsmanager.

## Leben
Karl Heimann erlangte das Abitur am Gymnasium in der Kreuzgasse in Köln. Er studierte Rechtswissenschaften an den Universitäten Bonn, Münster und Berlin. 1901 wurde er Referendar in Köln. Nach der Promotion in Leipzig zum Dr. jur. legte er 1906 das Assessorexamen ab. Anschließend war er Assessor bei der Staatsanwaltschaft Köln. Im Oktober 1907 wurde er Hilfsarbeiter und 1908 dritter Direktor beim Allgemeinen Knappschaftsverein Bochum. 1916 wurde er zum ersten Direktor des Knappschaftlichen Rückversicherungsverbandes in Berlin ernannt. Ab 1924 war er Generaldirektor der Reichsknappschaft in Berlin.
Er war Mitglied der Studentenverbindung Akademischer Juristenverein Bonn.

## Schriften
- Wegweiser zum neuen Reichsknappschaftsgesetz, 1926 (zusammen mit Josef Eckert, Georg Wißmann)
- Reichsknappschaftsgesetz in der neuen amtlichen Fassung, 1926, mit Nachträgen von 1927 und 1928 (zusammen mit Josef Eckert, Ferdinand Aurin)